# یونگ سئول بین
یونگ سئول بین (انگلیسی: Jung Seol-bin؛ زادهٔ ۶ ژانویهٔ ۱۹۹۰) بازیکن فوتبال اهل کره جنوبی است.
وی همچنین در تیم‌های ملی فوتبال South Korea women's national under-20 football team و زنان کره جنوبی بازی کرده‌است.
وی در مسابقات کشوری و بین‌المللی در مجموع برندهٔ ۱ مدال برنز شده‌است.